# Kajetán nápoly–szicíliai királyi herceg
Kajetán (teljes nevén olaszul: Gaetano Marie Federico; Nápoly, Két Szicília Királysága, 1846. január 12. – Luzern, Svájc, 1871. november 26.), Bourbon-házból származó nápoly–szicíliai királyi herceg, Girgenti grófja, II. Ferdinánd nápoly–szicíliai király és Ausztriai Mária Terézia királyné hatodik gyermeke. Izabella asztúriai hercegnővel kötött házassága révén a spanyol infáns cím és rang is megillette.

## Élete

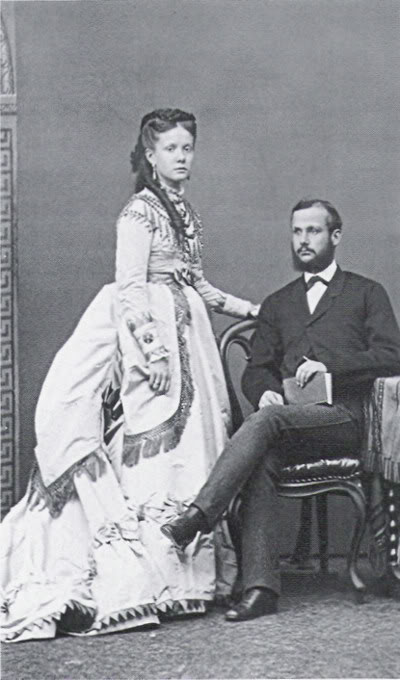
Kajetán herceg és felesége, Izabella spanyol infánsnő (1868)

Kajetán herceg 1846. január 12-én született Nápolyban, Két Szicília Királyságában. Édesapja II. Ferdinánd nápoly–szicíliai király volt, míg édesanyja apja második felesége, Ausztriai Mária Terézia királyné, aki II. Lipót német-római császár unokája volt. A herceg szülei hatodik gyermeke, egyben a harmadik fiuk volt. Édesapja első, Savoyai Mária Krisztinával lévő házasságából egy féltestvére származott, a későbbi II. Ferenc király.
A herceg 1868. május 13-án, Madridban vette feleségül a Bourbon-ház spanyol királyi ágából származó Izabella asztúriai hercegnőt, II. Izabella spanyol királynő és Ferenc de Asís király legidősebb leányát. Kajetán Izabella mindkét szülőjének első-unokatestvére volt. A házasságra azért volt szükség, hogy kibékítsék a Bourbon-ház nápolyi és a spanyol ágainak ellentétét, ami abból eredt, hogy Spanyolország elismerte a Savoyai-ház által egyesített és újonnan létrejött Olasz Királyságot. A házasságkötésre nem sokkal az 1868-as spanyol forradalom előtt került sor, amely megdöntötte II. Izabella királynő uralmát.
Kajetán és Izabella kapcsolata boldogtalannak bizonyult. A menyegzőt követően Kajetán két évig Európa-szerte utazott, hogy meglátogassa rokonait a nagyobb városokban. A nyugtalan lelkületű és depresszióra hajlamos herceget gyenge egészségügyi állapota mellett még epilepsziás rohamok is gyötörték. Végül 1871. november 26-án, a Luzern városában lévő szállodai szobájában öngyilkosságot követett el, főbe lőtte magát. Felesége, Izabella infánsnő többé nem ment férjhez.
Rövid élete ellenére Kajetán herceg aktív katonai szolgálatot teljesített. Szolgált többek között a Bourbonok nápolyi hadseregében, majd száműzetésben ezredesként teljesített az osztrák haderőben. Emellett szolgált a pápai seregben is, amikor harcoltak Garibaldi ellen az 1867-es mentanai csatában. A II. Izabella királynő elleni 1868-as spanyol forradalom idején a mindössze huszonkét éves herceg a Pavia huszárezred parancsnoka volt, és harcolt az alcoleai csatában is.

## Fordítás
- Ez a szócikk részben vagy egészben  a   Prince Gaetan, Count of Girgenti című angol Wikipédia-szócikk fordításán alapul.  Az eredeti cikk szerkesztőit annak laptörténete sorolja fel. Ez a jelzés csupán a megfogalmazás eredetét és a szerzői jogokat jelzi, nem szolgál a cikkben szereplő információk forrásmegjelöléseként.